# Strzebielewo (przystanek kolejowy)
Strzebielewo – przystanek kolejowy w Strzebielewie, w województwie zachodniopomorskim.

## Ruch pasażerski
| Rok  | Wymiana pasażerska na dobę |
| ---- | -------------------------- |
| 2017 | 10-19                      |
| 2022 | 0-9                        |

W grudniu 2022 r. zmieniono nazwę przystanku z Strzebielewo Pyrzyckie na Strzebielewo.

## Połączenia
- Choszczno
- Krzyż
- Stargard
- Szczecin